# Stumm (Orgelbauerfamilie)
Die Familie Stumm gehört zu den berühmtesten Orgelbauerdynastien Deutschlands. Sie wurde von Johann Michael Stumm begründet. Er und seine Nachkommen bauten in sechs Generationen nach heutigem Forschungsstand ca. 400 Orgeln, von denen ungefähr die Hälfte noch größtenteils erhalten ist.

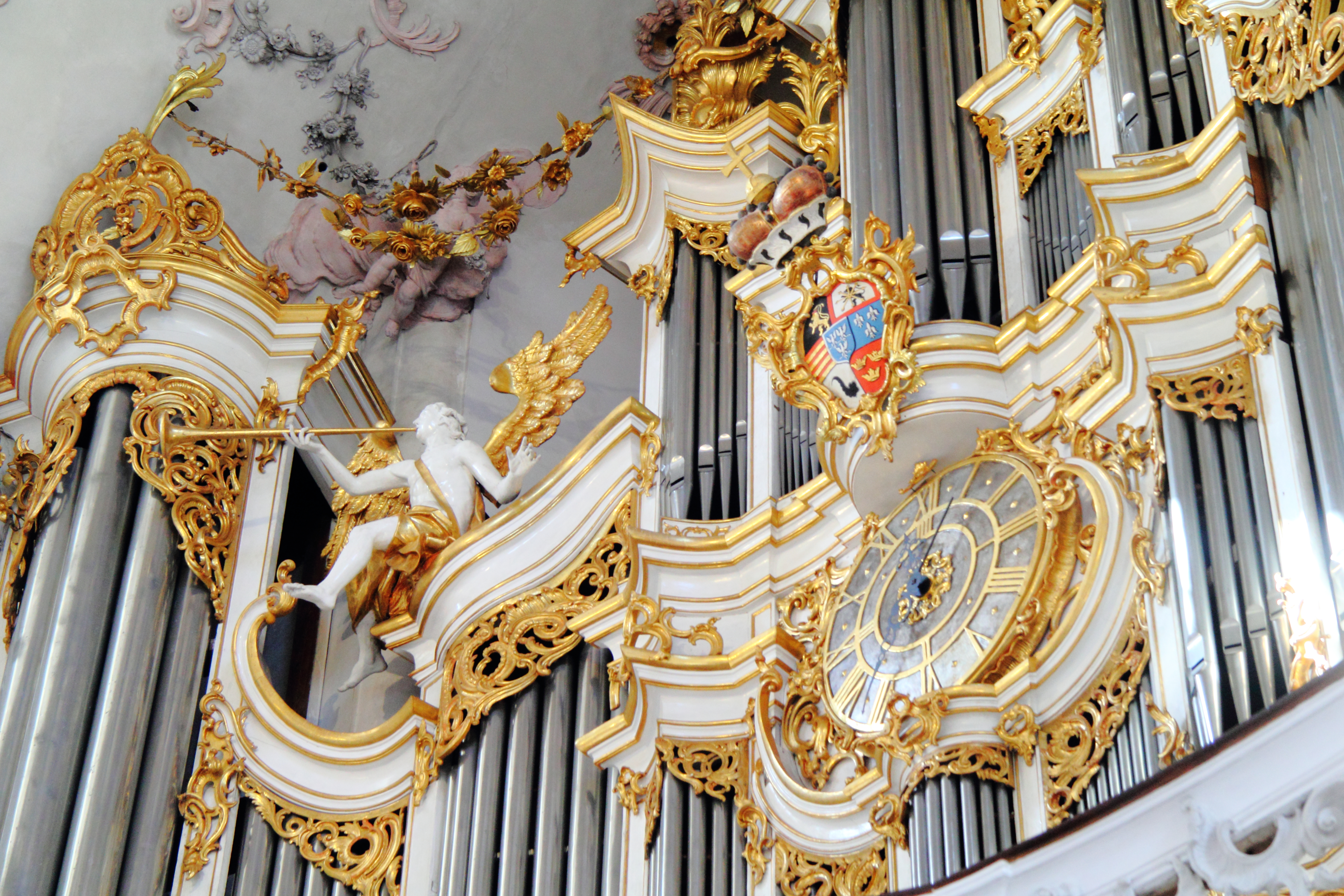
Stumm-Orgel in Amorbach

## Wirkungsbereich
Die Wurzeln der Familie sind in Rhaunen im Hunsrück zu finden. 1669 wurde Johann Nikolaus Stumm dort geboren, der "auf dem Birkenfeld" bei Schauren einen Eisenhammer errichtete. Von dort aus prägte über einen Zeitraum von fast zwei Jahrhunderten die Orgelbauerfamilie nachhaltig den mittelrheinischen Orgelbau. Konzentrierte sich das Wirkungsgebiet anfänglich auf den Hunsrück, reichte es schließlich vom Kölner Raum bis Saarbrücken, von Luxemburg bis in den Odenwald. Bereits Johann Michael erhielt Aufträge in Rheinhessen und im Moseltal von Trier bis Koblenz. In der zweiten Generation wurde das Wirkungsgebiet vom Saarland bis ins Rechtsrheinische erweitert. Auch danach waren die Stumm gefragte Orgelbauer. Erst im  20. Jahrhundert mussten die Werkstätten aufgegeben werden, da die moderner arbeitende Konkurrenz bevorzugt wurde. Stumm-Orgeln stehen in evangelischen und katholischen Kirchen und Abteien, aber auch in fürstlichen Kapellen und Schlosskirchen. So gehörte u. a. der Kurfürstliche Hof von Mannheim zum Kundenkreis. An der Abnahme der dort 1777 durch Stumm errichteten Orgel der Trinitatiskirche war Mozart beteiligt. Abbé Vogler gab auf ihr seine berühmten Konzerte. Angeblich soll Katharina II. von Russland versucht haben, die Stumm zu bewegen, eine Orgel nach St. Petersburg zu liefern. Etliche Instrumente, die mittlerweile mustergültig restauriert oder rekonstruiert wurden, legen Zeugnis von der hochstehenden Qualität der Orgelbauerfamilie Stumm ab.

## Werk
Der Begründer der Dynastie, Johann Michael Stumm, verschmolz französische, süddeutsch-österreichische und mitteldeutsche Einflüsse zu einer eigenständigen Synthese. Die Auswahl bester Materialien und die Verwendung von hochwertigem Eichenholz, das über 15 Jahre hinweg gelagert wurde, galt schon im 18. Jahrhundert als Garant für bestmögliche Qualität. Eine vom Orgelbauer Johannes Irrlacher erbaute Hausorgel für den Kirner Bürger Johannes Hildenbrand (mit den Registern Bourdon 8′, Rohrflöte 4′, Octav 2′, Salicional 2′ repetierend auf c1 auf 4′, Quint 1 1⁄3′ repetierend auf c1 auf 2 2⁄3′) bildete offensichtlich eine weitere Inspiration für Johann Michael Stumm. Diese Disposition bildete den Grundstock an Stimmen in den Nebenwerken seiner erbauten Orgeln. Die von Johann Michael Stumm entwickelte Bauweise blieb für das gesamte Unternehmen prägend und wurde durch die Generationen tradiert. Die Firma gelangte in der zweiten Generation mit Johann Philipp und Johann Heinrich zu einer Blütezeit, was Qualität, Verbreitung und Renommee anbelangt. Die späteren Generationen knüpften an den guten Ruf an und führten die Bauprinzipien konservativ fort. Bis zuletzt zeichnen sich die Instrumente durch hohe Verarbeitungsqualität und eine charakteristische Intonation aus.
Klanglich typisch für Stumm-Orgeln sind die warmen, singenden, leicht streichenden Prinzipale, die in den ersten Generationen im Hauptwerk zu vollständigen Prinzipalchören ausgebaut sind (8′, 4′, 2 2⁄3′, 2′, 1 3⁄5′, 3- oder 4-fache Mixtur auf 1′-Basis). So sind alle Aliquotregister ebenfalls als Prinzipale gebaut und auch dementsprechend intoniert. Der Flötenchor ist durch rauchige Gedacktregister und das hochgebänkte Cornet gekennzeichnet, die Zungenstimmen in französischer Tradition sind kräftig intoniert (Trompet, Krummhorn, Vox humana, Vox angelica 2′, und Posaunbaß im Pedal). Hinzu treten Streichregister und Solostimmen wie Viol di Gamb 8′, Quintathön 8′ oder die aus Birnbaum gefertigte Flaut travers (Diskant) sowie in den ersten Generationen ein eigentümliches Solicinal 2′ (Bass C–h°) repetierend 4′ (Diskant ab c1). Die Einzelregister zeichnen sich durch eine große Klangverschmelzung aus und sind zugunsten der klanglichen Einheit nicht stark hervorstechend. Das Gedackt wird fast immer als „Hohlpfeif“ bezeichnet. Verschiedene Flöten- und Zungenregister erfahren eine Aufteilung in Bass/Diskant; die Flauttravers tritt sogar nur im Diskantbereich auf. Vor allem bei den späteren Werken findet sich bei einmanualigen Werken eine Zunahme der Schleifenteilung. Ab der fünften Generation wurden mehr grundtönige Register eingesetzt, die Zahl der Aliquotregister und Zungen reduziert und die Intonation insgesamt weicher. Dennoch bleibt das Klangbild dem Spätbarock verhaftet, sodass Stumm-Orgeln ab der zweiten Hälfte des 19. Jahrhunderts als altmodisch galten, obwohl ab 1870 zum Bau von Kegelladen übergegangen wurde und man zum Teil auch doppelt labiierte oder überblasende Register disponierte. Der aus der letzten Zeit noch erhaltene Schriftverkehr belegt aber auch, dass das damals aufkommende Sachverständigenwesen die Orgelbauer Stumm vorurteilsbehaftet als konservativ und rückständig brandmarkt, um anderen, favorisierten Orgelbauern der Zeit eine Chance einzuräumen.
Die architektonische Bauweise und die klangliche Konzeption des Grundtyp erfuhren durch die Generationen wenig Veränderungen und wurden entsprechend den räumlichen Gegebenheiten und der Größe der Instrumente nur modifiziert. Im Detail können aber 30 verschiedene regionale Prospekttypen unterschieden werden, von denen etwa die Hälfte auf Stumm zurückzuführen ist und vor allem in der zweiten Generation, vereinzelt bis 1830 entwickelt wurde. Einige darunter dienten später anderen Orgelbauern als Modell. Während Johann Michael bei größeren Instrumenten gerne ein Rückpositiv bevorzugte, integrierten seine Nachfahren das zweite Manual als Unterpositiv in der Brüstung unter das Hauptwerkgehäuse. Von Johann Michael Stumm stammt auch die Idee, ergänzend zum Rückpositiv ein Echowerk zu bauen, das dann im Untergehäuse der Hauptorgel platziert wurde, zusätzlich umschlossen von einem separaten Kasten. Auf die Orgelbauerfamilie Stumm soll auch die Erfindung der seitenspieligen Orgel zurückgehen. Entsprechend mittelrheinischer Tradition beträgt der Umfang des Pedals oft nur eine oder anderthalb Oktaven (C-d0 bzw. C–g0). Die bereits erwähnte Kegellade kam am Ende der fünften Generation zum Einsatz; die Prospektgestaltung war ab dieser Zeit neogotisch oder neoromanisch geprägt und oft, wie damals üblich, von einem Architekten oder Kirchenbaumeister vorgegeben.

## Berühmte Vertreter
Neben den genannten Vertretern arbeiteten weitere Familienmitglieder mit.

### Erste Generation

#### Leben
Johann Michael Stumm (* 10. April 1683 in Sulzbach/Hunsrück; † 22. April 1747 in Sulzbach) wurde als Sohn von Johann Christian Stumm geboren. Seit Generationen arbeiteten Familienmitglieder als Schmiede oder im Hüttenwesen. Sein Bruder Johann Nikolaus war Begründer der Montanunternehmerfamilie Stumm. Johann Michael ging zunächst von etwa 1696 bis 1701 als Goldschmied in die Lehre. Er heiratete Eulalia Gertraude Laux im Jahr 1706 in Sulzbach, wo er sich 1714 niederließ. Den beiden wurden zwei Töchter und sechs Söhne geschenkt. Nach dem Gewinn einer kleinen Hausorgel in einer Lotterie, die er reparieren musste, wandte er sich dem Orgelbau zu. Unklar ist, bei wem er seine Lehrjahre als Orgelbauer verbrachte und wer ihn maßgeblich beeinflusst hat. Infrage kommen beispielsweise Jacob Irrlacher, Johann Hoffmann, Johann Jakob Dahm und Otto Reinhard Mezenius, von denen jedoch niemand als Lehrmeister Stumms nachgewiesen ist. Als Meister wird er erstmals im Vertrag mit Münstermaifeld bezeichnet.

#### Stilistik
Das Orgelbauwerk Johann Michaels zeigte in der Disposition französische Einflüsse. Kennzeichnend hierfür ist vor allem die Einteilung in Hauptwerk und Rückpositiv. Die Prospektgestaltung wird von drei Rundtürmen geprägt, was auf rheinischen Einfluss zurückgeht, während nur bei den ersten Orgelneubauten in Münstermaifeld und Rhaunen die typisch mainfränkischen Harfenfelder begegnen.
Die zweite Generation entwirft immer weiter ausladende Prospektfronten, die z. B. mit den Orgeln in Amorbach, Saarbrücken oder Frankfurt ihren Höhepunkt erreichen.

#### Werkliste
Die Größe der Instrumente wird in der fünften Spalte durch die Anzahl der Manuale und die Anzahl der klingenden Register in der sechsten Spalte angezeigt. Ein großes „P“ steht für ein selbstständiges Pedal, ein kleines „p“ für ein angehängtes Pedal. Eine Kursivierung zeigt an, dass die betreffende Orgel nicht mehr erhalten oder lediglich der Prospekt erhalten ist.
| Jahr           | Ort                   | Gebäude                                 | Bild | Manuale | Register | Bemerkungen |
| -------------- | --------------------- | --------------------------------------- | ---- | ------- | -------- | --- |
| 1717           | Kirchberg             | Michaelskirche                          |      | I/P     | 14       | Erste von Johann Michael Stumm erbaute Orgel. Laut Vertrag basierend auf Principal 4′, seitliche Harfenfelder für das Pedalregister Principalbass 8′, Gehäuse vermutlich der Orgel in Rhaunen nahe verwandt. Bei dieser Orgel experimentierte Johann Michael Stumm mit dem aus Holz gebauten Register offen Baßflöt 8′. Nicht erhalten, 1753–1754 durch einen Umbau/Neubau von R. B. Nollet ersetzt, dessen Prospekt erhalten ist. |
| 1722           | Münstermaifeld        | Stiftskirche St. Martin und St. Severus |      | II/P    | 22       | ursprünglich mit Rückpositiv; 1864 durch Neubau von Ludwig Hünd ersetzt; Prospektpfeifen und Gehäusefront von Stumm erhalten |
| 1723           | Rhaunen               | Ev. Kirche                              |      | I/P     | 13       | Hinterspielig; im 19. und frühen 20. Jahrhundert verschiedene Umbauten, teilweise von Gustav Stumm. Verlust der Register Quint, Terz, Trompet, Vox humana. 1934 eingreifender Erweiterungsumbau und technischer Neubau durch Oberlinger auf II/P/17 unter Beibehaltung des Obergehäuses, der Front des Untergehäuses und eines Großteils des Pfeifenwerks. Windlade von Oberlinger für einen sonstigen Orgelneubau verwendet. 1977/78 Restaurierung und technische Rekonstruktion der Spiel- und Registertraktur durch Klais. Rückführung der originalen Manuallade, Rekonstruktion der Rückwand des Untergehäuses, Ergänzung von Fehlbeständen bei originalen Registern, Rekonstruktion der Register Trompet und Vox humana. Ein beachtlich hoher Bestand an Originalpfeifen ist vorhanden. |
| um 1723        | Weiler bei Monzingen  | Pfarrkirche Mariä Empfängnis            |      | I/p     | 7        | Ursprünglich hinterspielige Orgel mit angehängtem Pedal. Von der ursprünglichen Spielanlage sind an der Gehäuserückseite noch Bestandteile erhalten. Vermutlich durch die zweite Generation überarbeitet, dabei Spielanlage an die Seite verlegt und das Register Terz in eine gedeckte Flöte verändert. Im frühen 20. Jahrhundert zwei Register ausgetauscht (Entfernung von Mixtur und Cromhorn/Trompet, Einfügung von Geigenprincipal und Salicional), 1917 Beschlagnahme der Prospektpfeifen. 1992 Wiederherstellung der ursprünglichen Disposition durch Klais; einige alte Register erhalten (neben den weitgehend erhaltenen Registern Hohlpfeif 8′, Flöt 4′, Quint 2 ⁄3′, Octav 2′ sind die Innenpfeifen des Principals erhalten), Rekonstruktion der Register Principal 4′, Mixtur III 1′ und Cromhorn/Trompet 8′ nach originalen Stumm-Vorbildern. Seitenspielige Anlage beibehalten. Angehängtes Pedal, Umfang C,D–c°, vermutlich die älteste original erhaltene Stumm’sche Pedalklaviatur. |
| um 1727        | Hergenfeld            | Kath. Kirche                            |      | I/P     | 11       | Ursprünglich hinterspieliges Werk, gebaut für Stromberg, kath. Gemeinde; 1863 durch Johann Schlaad nach Hergenfeld transloziert, dabei neues Untergehäuse und neue seitliche Spieleinrichtung. Im 19. und frühen 20. Jahrhundert Verlust der Register Principal 4′, Quint 2 ⁄3′ und Terz 1 3⁄5′, stattdessen Einbau von Salicional 8′ und Aeoline 8′. Acht Register vollständig erhalten, u. a. Trompet 8′ und Discantflöth 8′ |
| 1728           | Karden                | St. Castor                              |      | III/P   | 29       | Erste dreimanualige Orgel Stumms (mit Echowerk); 1933–1935 Umbau durch Klais; 1973 Abschluss der Rekonstruktion durch Klais; 7 Register ganz und 7 teilweise erhalten; heute III/P/32 |
| 1728           | Schwarzrheindorf      | St. Maria und Clemens                   |      | II/P    | 25       | Ursprünglich für die Franziskanerkirche Koblenz gebaut, um 1803 nach Mayen, St. Clemens verkauft, 1875 nach Nachtsheim und 1936 nach Schwarzrheindorf, dort eingreifend im neobarocken Stil umgebaut; 1966–1968 Restaurierung durch Klais und 2007 nach Schimmelbefall nochmals; einige Register erhalten |
| 1729           | Wehrden (Saar)        | St. Josef                               |      |         |          | Ursprünglich für das Agnetenkloster in Trier gebaut kam die Orgel nach dessen Auflösung auf den Gesangschor im Trierer Dom und von dort 1905 nach Wehrden. Heute beherbergt das Gehäuse ein Instrument von Mayer (1995). |
| um 1735        | Traben-Trarbach       | Ev. Kirche Traben (Peterskirche)        |      | I/P     | 12       | 1880 Umbau und 1957 Erweiterung durch Oberlinger (II/P/23), 1984 weiterer Erweiterungsumbau von Gustav Cartellieri auf drei Manuale; nur Gehäuse von Stumm erhalten |
| 1737           | Hottenbach            | Evangelische Kirche Hottenbach          |      |         |          | 1737 Neubau durch Johann Michael Stumm, 1782 Umbauten durch Johann Nikolaus Stumm oder Johann Friedrich Stumm, von Gustav Stumm 1904 radikal umgebaut; von der ersten Orgel ist noch das Obergehäuse mit seinen für Johann Michael Stumm charakteristischen Rundtürmen und dem reichen Akanthus-Schnitzwerk erhalten. Wesentliche Teile der Register Hohlpfeif, Principal, Flöt, Quint, Octav und Mixtur gehen ebenfalls auf Johann Michael Stumm zurück. |
| 1737           | Alzey                 | Kleine Kirche                           |      | II/P    | 19       | 1882 Pedalwerk durch Karl Landolt um zwei weitere Register erweitert; 1950 Umbauten durch Förster & Nicolaus, dabei Verlust der originalen Gamba 8´. 1998 Restaurierung durch dieselbe Firma (heute II/P/21); zum großen Teil erhalten. Disposition entspricht nach Restaurierung nicht der Originaldisposition (statt Salicional 4′ heute Salicional 8′ Diskant, statt Krummhorn 8′ Diskant im Echo heute Trompet 8′ Diskant). |
| 1735–1738      | Leutesdorf            | St. Laurentius                          |      | III/P   | 28       | Weitgehend erhalten |
| 1738           | Mühlheim an der Eis   | Schlosskirche                           |      | II/P    | 24       | Neben der Orgel von Kirchheim-Bolanden die bedeutendste Denkmalsorgel der Pfalz. Weitgehend erhalten (mit Ausnahme der Manualklaviaturen und der Zungen Trompet 8′, Cromhorn/Trompet 8′, Vox humana 8′). Als einzige von allen gebauten Orgeln Johann Michael Stumms besitzt diese Orgel im Hauptwerk ein Gemshorn 8′. |
| 1738           | Zweibrücken           | Alexanderskirche                        |      | II/P    | 23       | Disposition wie in Bad Sobernheim, allerdings ohne Flöth 4′ im HW und ohne Solicinal 8′ im RP. 1793 von französischen Revolutionstruppen zerstört. |
| 1739           | Armsheim              | Zum Heilgen Blut Christi                |      | II/P    | 20       | Weitgehend erhalten |
| 1738–1740      | Heimbach-Weis         | Pfarrkirche St. Margaretha              |      | III/P   | 32       | Ursprünglich für Abtei Rommersdorf gebaut; 1803 teilweise zerstört; 1809 Überführung nach Säkularisation; 1856 Umbau auf zwei Manuale; 1964 Restaurierung durch Klais mit elektrischer Traktur und Erweiterung um vier Register im Pedal |
| 1739–1740      | Bad Sobernheim        | St. Matthias                            |      | II/P    | 25       | 1878 Umbau durch Johann Schlaad; 1972 Renovierung und Pedalerweiterung durch Paul Ott auf II/P/30; 20 Register von Stumm ganz oder teilweise erhalten; restauriert und rekonstruiert 2003–2005 von Rainer Müller, Merxheim |
| 1739           | Spabrücken            | Mariä Himmelfahrt                       |      | II/P    | 26       | Ursprünglich hinterspielige Brüstungsorgel mit Unterpositiv als Echo. 1896 eingreifender Um- und technischer Neubau durch Johann Stockhausen; 15 Register ganz oder teilweise erhalten; restauriert und technisch rekonstruiert 1988 Gebr. Oberlinger, Nachintonation und klangliche Rekonstruktion 2011 Raab-Plenz Orgelbau, Bad Kreuznach |
| 1741           | Waldlaubersheim       | Martinskirche                           |      | I/P     | 14       | Weitgehend erhalten. Die Orgel besaß im Original nur ein angehängtes Pedal, dafür im Manual das Register Grosshohlpfeif 16'. Ergänzung eines eigenständigen Pedalwerks durch Schlaad im 19. Jahrhundert. |
| 1742           | Lahnstein             | St. Martin                              |      | II/P    | 25       | |
| 1743 oder 1752 | Lötzbeuren            | Ev. Kirche                              |      | I/P     | 9        | Weitgehend erhalten |
| um 1743        | Finkenbach-Gersweiler | Wehrkirche                              |      | I/P     | 10       | 1919 Erweiterungsumbau durch Walcker (II/P/15); 1962 Neubau durch Oberlinger; von Stumm nur Prospekt erhalten |
| 1743–1745      | Kirchheimbolanden     | Paulskirche                             |      | III/P   | 36       | Nach der Registerzahl die größte erhaltene Orgel von Johann Michael Stumm, erbaut als dreimanualige Orgel mit Hauptwerk, Unterpositiv, Echo und Pedaltürmen. 1778 spielte Wolfgang Amadeus Mozart auf der später nach ihm benannten Orgel. 1936 von Steinmeyer umgebaut. Bei einer Renovierung 1966 durch Gebr. Oberlinger Orgelbau Entfernung der originalen Spielanlage und der gesamten Mechanik, Manual- und Pedalerweiterungen, Einfügung einer Zimbel im Echo, umfangreiche Erweiterung der Pedaldisposition. Der originale Spieltisch ist heute in der Fürstenloge ausgestellt. |
| 1746           | Sulzbach              | Ev. Kirche                              |      | II/P    | 23       | Das Pfeifenmaterial wurde um 1800 wahrscheinlich von französischen Soldaten geplündert; 1820 Wiederherstellung durch Stumm, dabei ursprüngliche Disposition des Oberpositivs moderat verändert: statt Salicional 8′ Diskant nun Flaut travers 8′ Diskant, statt Quint 1 ⁄3′ repetierend auf c1 2 ⁄3′ nun Quint 2 ⁄3′ durchgehend, statt Cromhorn/Trompet 8′ nun Krummhorn 8′. Umbauten um 1934 durch Oberlinger, restauriert 1980–1982 durch Klais, Bonn. Dabei eine freie Schleife im Hauptwerk mit Clarin 4′ (Bass) besetzt. Rekonstruktion der chromatischen Pedallade hinter der Orgel mit den Registern Subbass 16′, Octavbass 8′ und Quintbass 6′. |

### Zweite Generation
Johann Philipp und Johann Heinrich Stumm sind ab 1739 als Mitarbeit in der väterlichen Werkstatt nachgewiesen, die sie 1747 mit dem Tod des Vaters übernehmen. Ihr Bruder Johann Friedrich (I.) Stumm (†) tritt als weiterer Mitarbeiter in Erscheinung. Der vierte Bruder Johann Nikolaus (1706–1779) heiratete in Kastellaun, wo er ein eigenes Unternehmen begründete, das aber nur noch von seinem Sohn Heinrich Ernst (1756–1802) fortgeführt wurde. Die Kastellauner Linie schuf Orgelwerke zwischen 1748 und 1779.
Ihre Blütezeit erreichte die Sulzbacher Firma hinsichtlich Qualität und Wirkungsbereich in der zweiten Generation mit den beiden Brüdern:
- Johann Philipp Stumm (* 24. August 1705 in Sulzbach; † 18. Dezember 1776 in Sulzbach), Sohn von Johann Michael
- Johann Heinrich Stumm (* 24. April 1715? in Sulzbach; † 23. August 1788 in Sulzbach), Sohn von Johann Michael

#### Stilistik
Kennzeichnend für die Orgelbauten der zweiten Generation waren vor allem die Verschiebung des Spieltisches an die Seite und die Verwendung des Rückpositivs als Unter- oder Oberpositiv. Die Brüder entwickeln eine große Anzahl von landschaftstypischen Prospekten.

#### Werkliste
| Jahr           | Ort                           | Gebäude                             | Bild | Manuale | Register | Bemerkungen |
| -------------- | ----------------------------- | ----------------------------------- | ---- | ------- | -------- | --- |
| 1744           | Oberlahnstein                 | St. Martin                          |      | II/P    | 22       | Weitgehend erhalten |
| 1745           | Ensheim                       | Ev. Kirche                          |      | I/P     | 9        | 1984 Restaurierung durch Förster & Nicolaus; Großteil der Register erhalten |
| 1748           | Westhofen                     | Ev. Kirche                          |      | I/P     | 15       | Johann Nikolaus Stumm, Brüstungsorgel |
| um 1749        | Koblenz                       | St. Maximin                         |      | I/P     | 8        | Prospekt erhalten |
| 1748–1750      | Trarbach                      | Ev. Kirche                          |      | II/P    | 22       | 1935 durch Steinmeyer eingreifender Erweiterungsumbau (II/P/27); 2008–2010 Restaurierung durch Rainer Müller |
| 1750           | Heimersheim                   | Mauritiuskirche                     |      | I/p     | 9        | 1999 Restaurierung durch Förster & Nicolaus; bis auf 2 Register vollständig erhalten |
| 1751–1752      | Raversbeuren                  | Ev. Kirche                          |      | I/P     | 10       | 1892 eingreifend umdisponiert, 1972 durch Oberlinger auf die ursprüngliche Disposition erneuert |
| 1753           | Simmern/Hunsrück              | St. Josef                           |      |         |          | Nach verschiedenen Überarbeitungen im 19. Jahrhundert erfolgte 1895 Neubau durch Heinrich Voltmann; Reste des Stumm-Prospektes erhalten |
| 1753–1755      | Ingelheim                     | Burgkirche                          |      |         |          | Johann Philipp und Johann Heinrich Stumm; nach verschiedenen Umbauten 1913 Neubau durch Walcker und 1963 durch Emanuel Kemper; Prospekt erhalten. Prospekt des Unterpositivs aus dem Gehäuse herausgelöst und als Prospekt des heutigen Nebenwerks auf den nördlichen Bereich der Empore verbracht. |
| 1755           | Osthofen                      | Bergkirche                          |      | II/P    | 22       | Johann Philipp und Johann Heinrich Stumm; Vertrag von 1748, 1752 noch während des Baus zusätzliches Positiv vereinbart, 1755 vollendet; hinter erhaltenen Prospekt 1903 Neubau durch Link |
| 1752–1756      | Bechtolsheim                  | Simultankirche Orgel-Artikel        |      | II/P    | 28       | 1899 Umbau durch Heinrich Bechstein; Großteil von Stumm erhalten; 2014/15 Restaurierung durch Förster & Nicolaus Orgelbau |
| 1757           | Trier                         | Welschnonnenkirche                  |      | I/p     | 11       | 1865 Umbau durch Fa. Breidenfeld; 1957 Erweiterungsumbau durch Oberlinger auf II/P/23; heute älteste Orgel in Trier sowie einzig erhaltene Stumm-Orgel in Trier, |
| 1758           | Dannenfels                    | Ev. Kirche                          |      | II/P    | 12       | weitgehend erhalten |
| 1758–1759      | Durlach                       | Stadtkirche Durlach                 |      | III/P   | 39       | Neubauten 1895/96 durch Heinrich Voit, 1968 durch Oberlinger und 1999 durch Fa. Goll; Prospekt mit 3 Prinzipalregistern von Stumm erhalten |
| 1759           | Wörrstadt                     | Laurentiuskirche                    |      | II/P    | 30       | 1842 Umdisponierung durch Bernhard Dreymann; später weitere Veränderungen; großer Teil von Stumm erhalten restauriert durch Gebr. Oberlinger, 2011 Reinigung und Nachintonation Rainer Müller, Merxheim |
| 1754–1761      | Enkirch                       | Ev. Kirche                          |      | II/P    | 26       | Unter Mitwirkung von Theodor Claus, Cochem; 1905 von Gustav Stumm renoviert und etwas umdisponiert; 1962 Rückführung auf die ursprüngliche Disposition durch Oberlinger |
| 1761           | Mannheim                      | Konkordienkirche                    |      |         |          | 1795 beim Brand der Kirche zerstört |
| 1762           | Mettenheim (Rheinhessen)      | Ev. Kirche                          |      | II/P    | 23       | Später Umdisponierung durch H. Bechstein; 1985 Restaurierung durch Förster & Nicolaus |
| um 1764        | Bornheim (Rheinhessen)        | Ev. Kirche                          |      | I/P     | 9        | Weitgehend erhalten (bis auf 2 Register) |
| 1764 oder 1766 | Freimersheim (Rheinhessen)    | Evangelische Kirche                 |      | I/P     | 9        | Trompete 8′ fehlt, ansonsten original, nahezu baugleich mit dem zeitgleich erbauten Schwesterinstrument in Bornheim |
| 1766           | Wetzlar                       | Franziskanerkirche                  |      | II/P    | 30       | 1830 an den Trierer Dom verschenkt; trotz Umbauvorschlägen der Stumm kam es dort nicht zur Aufstellung. |
| 1764–1768      | Meisenheim                    | Schlosskirche                       |      | II/P    | 29       | 1886/87 Umdisponierung durch Meyer, Herford; 1968 weitgehende Rückführung auf die ursprüngliche Disposition durch Oberlinger; 1994 Restaurierung durch Förster & Nicolaus; weitgehend erhalten → Orgel |
| 1768–1769      | Roth (Rhein-Hunsrück-Kreis)   | Ev. Kirche                          |      | I/P     | etwa 10  | Zunächst Aufbau auf der Empore; 1783 größere Instandsetzung durch Friedrich Carl Stumm; nach ständig notwendigen Reparaturen (die Orgel war durch die Schalllöcher im Kirchturm teilweise der Witterung ausgesetzt) wurde sie 1852 bei der Kirchenrenovierung im erweiterten Chor untergebracht; 1892 Umdisponierung und 1929 neues Werk durch Oberlinger; mit der großen Kirchenrenovierung 1964 Rückversetzung auf die Empore. Nur der Prospekt von Stumm ist erhalten.                                                   |
| 1769           | Rheinberg                     | St. Peter                           |      | II/P    | 21       | Ursprünglich für andere, unbekannte Kirche erbaut; 2009 Neubau Weimbs; Prospekt erhalten |
| 1770           | Worms-Pfeddersheim            | Simultankirche (evangelischer Teil) |      | II/P    | 25       | 1913 neue Walcker-Orgel hinter Stumm-Prospekt |
| 1769–1771      | Bärstadt                      | Martinskirche                       |      | II/P    | 23       | Weitgehend erhalten; 2015 Restaurierung durch Förster & Nicolaus |
| 1772           | Hillesheim                    | St. Martin                          |      | I/P     | 14       | 1872 Erweiterungsumbau durch Gebr. Müller (heute II/P/28); 6 Register von Stumm erhalten |
| 1773           | Gau-Odernheim                 | Simultankirche                      |      | II/P    | 22       | 2001 Restaurierung durch Förster & Nicolaus; 14 Register erhalten |
| 1773           | Mainz                         | Augustinerkirche                    |      | II/P    | 34       | Durch das Freilassen der Fensterflächen wird der Prospekt in nördliches Hauptwerksgehäuse, südliches Pedalgehäuse und Kronpositiv gegliedert. Im 19. und frühen 20. Jahrhundert erfolgten moderate Veränderungen mit Verlust der Rohrwerke, der Gamba des Hauptwerks und der Mixtur des Positivs sowie der Spielanlage. 1974 erste Renovierung durch Paul Ott, 1991 Restaurierung durch Förster & Nicolaus; Rekonstruktion der Rohrwerke, der Gamba und der Mixtur des Positivs; weitgehend erhalten.                       |
| 1762–1775      | Saarbrücken                   | Ludwigskirche                       |      | III/P   | 37       | 1944 durch Bombenangriff zerstört, 1982 Neubau von Beckerath (III/P/49) hinter von Orgelbau Kuhn rekonstruiertem Gehäuse |
| um 1775        | Framersheim                   | Ev. Kirche                          |      | I/P     | 18       | 1981 Restaurierung durch Förster & Nicolaus; zum großen Teil erhalten |
| 1776           | Irmenach                      | Ev. Kirche                          |      | I/P     | 13       | 1965 Veränderung durch Oberlinger (Zungenregister durch Prinzipal 8′ und Äoline 8′ ersetzt, außerdem Pedalumfang auf C–d1 erweitert); 1996 Restaurierung durch Gustav Cartellieri (neue Vox humana und Trompete, Pedalumfang blieb unverändert). Disposition: Manual (geteilt: Bass C–h, Diskant c–c3): Gedackt 8′ (B/D), Salicional 8′ (B/D), Traversflöte 8′ (D), Kleingedackt 4′, Prinzipal 4′, Oktav 2′, Quint 2 ⁄3′, Terz 1 3⁄5′, Mixtur III, Trompete 8′ (B/D), Vox humana 8′ (B/D); Pedal: Subbass 16′, Oktavbass 8′ |
| 1773–1778      | Bendorf-Sayn                  | Abtei Sayn                          |      | II/P    | 24       | 1996/1997 Wiederherstellung des Untergehäuses der zwischenzeitlich rückversetzten Orgel durch Klais, der den Originalzustand einschließlich der Disposition annähernd rekonstruierte |
| 1778           | Frankfurt am Main             | Katharinenkirche                    |      | III/P   | 41       | Johann Phillip und Johann Heinrich Stumm; Mozart gab 1790 in der Kirche Konzerte; 1833 durch Neubau von Walcker und 1909 durch Steinmeyer hinter dem alten Prospekt ersetzt; 1944 zerstört |
| 1780           | Schauren (bei Idar-Oberstein) | Ev. Kirche                          |      | I/P     | 13       | 1969 Rekonstruktion der verloren gegangenen Register durch Oberlinger |
| 1774–1782      | Amorbach                      | Ehemalige Abteikirche               |      | III/P   | 45       | Nur noch 22 Register ganz oder teilweise erhalten. 1982 Erweiterungsumbau durch Klais und Steinmeyer auf IV/P mit 66 Registern und großem romantischem Schwellwerk. |
| 1776–1782      | Simmern/Hunsrück              | Stephanskirche                      |      | II/P    | 27       | Johann Philipp und Johann Heinrich; 1934/1935 Renovierungsumbau durch Steinmeyer auf II/P/32; 2007–2009 Restaurierung und Rekonstruktion durch Rainer Müller; weitgehend erhalten; restauriert und rekonstruiert 2007–2009 durch Rainer Müller, Merxheim |

### Dritte Generation
Die dritte Generation der Familie unterschied sich in Form und Stilistik nicht wesentlich von der Arbeit der Vorgängergeneration. Nach zehn Jahren Übergangszeit mit der zweiten Generation erlangte sie ab 1782/83 Selbstständigkeit. Der rechtsrheinische Wirkungskreis wurde ausgebaut. Ihre Vertreter waren die Vettern:
- Johann Michael (II.) Stumm (1732–?), Sohn von Johann Philipp
- (Johann) Philipp Stumm (* 7. Oktober 1734 in Sulzbach; † 13. Juni 1814 in Sulzbach), Sohn von Johann Philipp[61]
- Friedrich Carl Stumm (* 9. August 1744 in Sulzbach; † 4. Dezember 1823 in Sulzbach), Sohn von Johann Friedrich (I.)
- (Johannes) Franz Stumm (* 12. März 1748 in Sulzbach; † 22. April 1826 in Sulzbach), Sohn von Johann Heinrich

#### Werkliste
| Jahr      | Ort                      | Gebäude                            | Bild           | Manuale | Register | Bemerkungen |
| --------- | ------------------------ | ---------------------------------- | -------------- | ------- | -------- | --- |
| 1767      | Steinbach (Taunus)       | St. Georg (Steinbach)              |                | I/P     | 13       | Johann Michael (II.) Stumm; ursprünglich für Sprendlingen gebaut; 1834 nach Steinbach verkauft;2011 Restaurierung durch Förster & Nicolaus; weitgehend erhalten |
| 1772      | Herrstein                | Schlosskirche                      |                | I/P     | 15       | 1959 Instandsetzung durch Oberlinger; gegenwärtig sieben Register vakant; 2000 durch Rainer Müller, Merxheim, restauriert und rekonstruiert |
| 1778      | Mauchenheim              | Ev. Kirche                         |                | I/P     | 13       | Philipp und Franz Stumm; weitgehend erhalten |
| 1774–1779 | Gensingen                | Ev. Kirche                         |                | I/P     | 16       | Philipp und Franz Stumm; 1974 verloren gegangene Register durch Schmid rekonstruiert; 2000 durch Förster & Nicolaus restauriert; weitgehend erhalten |
| 1770–1780 | Sötern                   | Ev. Kirche                         |                | I/P     | 12       | Umbautem 1930 durch Oberlinger, 1975 durch Cartellieri; zur Hälfte erhalten |
| um 1780   | Hasselbach (Taunus)      | St. Margaretha                     |                | I/P     | 17       | Seitenspielige Brüstungsorgel; teilweise erhalten |
| 1781–1782 | St. Wendel               | Wendalinusbasilika                 |                | III/P   |          | Friedrich Carl Stumm. 1936 urteilte der Organist W. Endres: „Die alte Orgel von 1781, deren Erneuerung sich nicht lohnte, zeigte trotz ihrer Schäden in einzelnen Registern eine vornehme, gesangvolle Intonation und im Gesamtwerk überraschenden Wohlklang.“ Der Prospekt blieb nach Einweihung der Klais-Orgel 1933/1934 erhalten. |
| 1782      | Hochstetten-Dhaun        | Stiftskirche St. Johannisberg      |                | I/P     |          | Ursprünglich für Laubach gebaut; 1856 verkauft und überführt |
| 1780–1783 | Idstein                  | Unionskirche                       |                | II/P    | 24       | Johann Heinrich und Franz Stumm; 1912 durch Neubau von Walcker hinter altem Prospekt ersetzt |
| 1779–1784 | Bad Camberg              | St. Peter und Paul                 |                | II/P    | 15       | mehrfach erneuert und umgebaut; Prospekt erhalten |
| 1784      | Nieder-Flörsheim         | Ev. Kirche                         |                | I/P     | 16       | 1965 Restaurierung durch Oberlinger, 2007 durch Förster & Nicolaus |
| 1785      | Haardt an der Weinstraße | Ev. Kirche                         |                | I/P     | 16       | Johann Michael (II.) Stumm, 1960 Restaurierung durch Oberlinger, 1985 erneut durch Steinmeyer und 2013 Förster & Nicolaus |
| 1785      | Weiler (bei Mayen)       | St. Kastor                         |                | I/P     |          | 1876 Erweiterungsumbau durch Dasbach (II/P/23) |
| 1785–1786 | Mutterstadt              | Ev. Pfarrkirche                    |                | II/P    | 22       | Michael II. und Franz Stumm. Während der französischen Revolution geplündert; 1804 Erneuerung durch Stumm (II/P/24); 1866–1868 Umbau durch Schlimbach (II/P/21); 1971 Restaurierung durch Oberlinger und 2006 durch Förster & Nicolaus |
| 1786      | Mörstadt                 | Dorfkirche                         |                | I/P     | 15       | 1996 Restaurierung durch Förster & Nicolaus |
| 1785–1788 | Neckargemünd             | Ulrichskirche                      |                | II/P    | 27       | Umbauten und Elektrifizierung durch Steinmeyer, 1996 Restaurierung/Rekonstruktion durch Peter Vier, Friesenheim |
| 1786–1788 | Schriesheim              | Ev. Stadtkirche                    |                | II/P    | 21       | 1977 Neubau Weigle, 2014 Reorganisation/Teilneubau Jäger & Brommer; Prospekt erhalten |
| 1787–1788 | Flörsheim-Dalsheim       | Kath. Kirche                       |                | I/P     | 15       | Zuschreibung; 1878 und 1903 Umbauten durch H. Bechstein; 1981 Restaurierung durch Förster & Nicolaus; etwa die Hälfte der Register erhalten |
| 1790      | Spiesheim                | St. Stephanus                      |                | I/P     | 10       | hinterspieliges Werk |
| 1790–1791 | Dreieichenhain           | Burgkirche                         | weitere Bilder | I/P     | 15       | Philipp und Franz Stumm; Umbauten 1911 durch Bechstein und 1952 durch Förster & Nicolaus, die 1973–1975 eine Restaurierung durchführten |
| 1790–1791 | Selzen                   | Ev. Pfarrkirche                    |                | I/P     | 17       | Gestiftet durch den Ortsbürger Jacob Waadt. Vertrag von 1787 ist erhalten. 1791 vollendet durch Philipp und Franz Stumm. Der drohenden Beschlagnahme der Prospektpfeifen konnte man 1917 durch das Abliefern der Zungenpfeifen sowie verschiedener Labialpfeifen des Innenwerks entgehen. 1974 Restaurierung durch Gerhard Schmid, dabei fehlende Einzelpfeifen bzw. fehlende Gesamtregister rekonstruiert. 2015 Restaurierung und Rekonstruktion von drei Keilbälgen durch Klais; zum großen Teil erhalten. Nach Framersheim die zweitgrößte erhaltene einmanualige Stumm-Orgel. |
| 1792      | Worms-Pfeddersheim       | Simultankirche (katholischer Teil) |                | I/P     | 14       | 1998 Restaurierung durch Förster & Nicolaus; 13 Register erhalten |
| 1788–1793 | Zell (Mosel)             | St. Peter                          |                | II/P    | 26       | Im 19. Jahrhundert umdisponiert; 1944 Umbau durch Sebald und Brand (III/P/32); Prospekt erhalten |
| 1791–1793 | Bacharach                | St. Peter                          |                | I/p     | 9        | 1826 Erweiterungsumbau durch Stumm unter Verwendung von 4 Registern; 1878 und 1905 weitere Umbauten durch Stumm; 1974/75 Restaurierung auf ursprüngliche Disposition von 1826 (II/P/26); zum großen Teil erhalten |
| 1796      | Altweidelbach            | Ev. Kirche                         |                | I/P     | 10       | 1956 Modernisierung, 1989 Restaurierung durch Oberlinger |
| um 1800   | Ediger                   | St. Martin                         |                | II/P    | 19       | Erst 1826 nach Ediger gelangt; 1984 Restaurierung durch Oberlinger; weitgehend erhalten → Orgel |
| 1802      | Kronberg im Taunus       | Stadtkirche St. Johann             |                | II/P    | 27       | 1845 spielte Felix Mendelssohn Bartholdy auf der Kronberger Orgel. 1897 ersetzt durch Walcker und 1966 ersetzt durch Neubau im alten Gehäuse durch Hillebrand, Hannover (III/P/32) |
| 1802      | Steeg                    | Ev. St. Anna-Kirche                |                | II/P    | 23       | 2005/2006 durch Rainer Müller, Merxheim, restauriert und rekonstruiert im originalen „Cornett-Ton“ |
| 1806      | Offenheim                | Ev. Kirche                         |                | I/P     | 13       | Friedrich Carl Stumm; 1902 Umdisponierung durch H. Bechstein; 1985 Teilrestaurierung durch Förster & Nicolaus; 2015–2016 Restaurierung durch Rainer Müller. Kurioserweise besaß die Orgel im Pedal keinen Subbass 16′, dafür mit den Registern Octavbass 8′ und Violonbass 8′ zwei offene 8′-Register. |
| 1804–1807 | Michelstadt              | Stadtkirche Michelstadt            |                | II/P    | 26       | Wurde 1910 von einer Steinmeyer-Orgel abgelöst (III/P/31). Aus Kostengründen wurden das Gehäuse der Stumm-Orgel erhalten und wiederverwendet. |
| 1809      | Kleinich                 | Evangelische Kirche                |                | I/P     | 15       | 1986 Restaurierung durch Klais; fast vollständig erhalten → Orgel der Evangelischen Kirche in Kleinich |
| 1813      | Einöllen                 | Ev. Kirche                         |                | I/P     | 10       | Franz Heinrich Stumm; zum großen Teil erhalten; 1909 Austausch eines Registers durch Fa. Uhlendorf/Kaiserslautern; 1955 wieder in den Ursprungszustand versetzt durch Fa. Oberlinger; 1986 restauriert durch Fa. Klais/Bonn |

### Vierte Generation
Vertreter der vierten Generation waren die beiden Vettern zweiten Grades, die ihr Tätigkeitsgebiet wieder linksrheinisch auf die Pfalz und den Taunus konzentrierten. Von etwa 1813 bis 1845 leiteten folgende Vertreter das Unternehmen:
- Carl (Philipp) Stumm (* 17. August 1783; † 23. November 1845 in Sulzbach),[87] Sohn von Philipp
- Franz Heinrich Stumm (* 8. August 1788; † 26. Januar 1859 in Sulzbach),[88] Sohn von Friedrich Carl

#### Stilistik
Die Gehäuse (Prospekte) der Orgeln bleiben im Wesentlichen in der Epoche des Spätbarock angesiedelt. Lediglich einige klassizistische Gehäuse sind bekannt (z. B. in Treis). Klanglich gehen die Orgeln in Richtung Romantik.

#### Werkliste
| Jahr             | Ort                                 | Gebäude                                         | Bild | Manuale | Register | Bemerkungen |
| ---------------- | ----------------------------------- | ----------------------------------------------- | ---- | ------- | -------- | --- |
| 1815             | Pünderich                           | Maria Himmelfahrt                               |      | II/P    | 21       | Umbauten 1879 (Voltmann, Klausen) und 1959 (Elsen, Wittlich), 1976 Restaurierung durch Oberlinger |
| 1816             | Zweibrücken                         | Karlskirche                                     |      | II/P    | 21       | [ 90 ] |
| 1818             | Wonsheim                            | Lambertuskirche                                 |      | I/P     | 14       | weitgehend erhalten einschließlich der Prospektpfeifen |
| 1818–1820        | Sankt Goar                          | Stiftskirche                                    |      | II/P    | 23       | Franz Heinrich und Carl Stumm; 1842 Umsetzung, später kleinere Umdisponierungen; 1954–1956 Erweiterungsumbau durch Willi Peter; 1974 Restaurierung; 1995 Generalüberholung; 5 Register ganz und 2 teilweise erhalten |
| 1820 oder 1790er | Meckenbach (bei Kirn)               | Ev. Kirche                                      |      | I/P     | 14       | Zuschreibung; 1948 Instandsetzung durch Oberlinger, Tausch eines Registers; 1981 oder 1983 Restaurierung durch Klais |
| 1820             | Koblenz                             | Florinskirche                                   |      |         |          | 1970 bei einem Schwelbrand zerstört |
| 1824             | Blieskastel                         | Schlosskirche                                   |      |         |          | 1905 vollkommen unbrauchbar, durch eine neue Orgel der bayerischen Firma G. F. Steinmeyer & Co. ersetzt |
| 1828             | Ediger-Eller                        | St. Hilarius                                    |      | I/P     | 13       | Später Umdisponierung; 1979 Restaurierung durch Oberlinger |
| 1828             | Bischofsdhron                       | St. Paulin                                      |      | II/P    | 19       | 1975 Restaurierung durch Gerhard & Söhne |
| 1831             | Niederhorbach                       | Ev. Kirche                                      |      | I/P     | 11       | Baugleich mit Kapellen-Drusweiler; 1997 Restaurierung durch Förster & Nicolaus; weitgehend erhalten |
| 1831             | Kapellen-Drusweiler                 | Ev. Kirche                                      |      | I/P     | 11       | Baugleich mit Niederhorbach |
| 1832             | Allenbach                           | Ev. Kirche                                      |      | I/P     | 12       | 1965/66 Restaurierung durch Oberlinger und Erweiterung um 2 Register |
| 1833             | Alsenborn                           | Protestantische Kirche                          |      |         |          | Carl und Franz Heinrich Stumm; baugleich mit Enkenbach; Gehäuse ist mit klassizistischen Schnitzereien verziert; 2007 Restaurierung durch Förster & Nicolaus |
| 1833             | Enkenbach                           | Klosterkirche                                   |      |         |          | Carl und Franz Heinrich Stumm; baugleich mit Alsenborn; 1900 Umbau; 1964 Restaurierung; weitgehend erhalten |
| 1833             | Bruchweiler                         | Ev. Kirche                                      |      | I/P     | 11       | Klassizistischer Prospekt |
| 1834             | Schweinschied, seit 2003 Baumholder | Ev. Kirche bis 1963                             |      | I/P     | 11       | Nach mehreren Verkäufen und Einlagerungen 2001 Übernahme durch die ev. Kirchengemeinde Baumholder, Restaurierung nach dem Originalentwurf durch Orgelbau Müller, Merxheim, Neubau des Prospektes im Stummschen Stil mit Zusatzeinbau einer Tretblasebalg-Anlage (für unterschiedlichen Winddruck) und In-Dienst-Stellung Juli 2003         |
| 1834             | Wolfersweiler                       | Ev. Kirche                                      |      | I/P     | 15       | 2019–2020 Restaurierung und Rekonstruktion durch Rainer Müller |
| 1836             | Treis-Karden                        | St. Johannes der Täufer                         |      | II/P    | 29       | Carl und Franz Stumm; 1963 wenig glückliche Restaurierung durch Helmut Seifert, 2013 Renovierung durch die Firma Klais im Jahre 2013 und Wiederherstellung der alten Farbfassung |
| 1837             | Siesbach                            | Ev. Kirche                                      |      | I/P     | 11       | 1889 Renovierung durch Gustav Stumm; 1992 Restaurierung durch Förster & Nicolaus |
| 1838             | Leisel                              | Ev. Pfarrkirche Heiligenbösch                   |      | I/P     | 12       | Seitenspielig; 1977 Restaurierung durch Oberlinger und 1988 durch G. Cartellieri |
| 1838             | Ommersheim                          | Mariä Heimsuchung                               |      | I/P     |          | Umbauten 1896 durch J.H.W. Huber und 1950 und 1970 durch Lotar Hintz; einige Register erhalten |
| 1840             | Trittenheim                         | St. Clemens                                     |      | II/P    | 24       | Franz Heinrich und Carl Stumm; in den 1960er unspielbar, Pfeifenwerk und Mechanik ausgelagert; 2020–2022 Restaurierung durch Rainer Müller |
| 1841             | Gleiszellen                         | Ev. Kirche                                      |      | I/P     | 11       | 1997 Restaurierung durch Förster & Nicolaus; weitgehend erhalten |
| 1841             | Andernach                           | St. Peter                                       |      | II/P    | 14       | Ursprünglich für die Hospitalkapelle St. Nikolaus gebaut, 1962 dort ausgebaut und Ende der 1970er Jahre in St. Peter und Paul in Urmitz-Bahnhof aufgestellt; 1992 Restaurierung durch Förster & Nicolaus und Überführung nach St. Peter in Andernach                                                                                       |
| 1839–1842        | Geisenheim                          | Rheingauer Dom                                  |      | II/P    | 33       | Größte zweimanualige Stumm-Orgel aus dem 19. Jahrhundert; 17 Register vollständig und 5 teilweise erhalten |
| 1843             | Contwig                             | Martin-Luther-Kirche                            |      | I/P     | 13       | 2005 Restaurierung durch Förster & Nicolaus; 9 Register erhalten |
| 1843             | Wallerfangen                        | ehemalige Augustinerklosterkirche St. Katharina |      | I/P     | 12       | 1861 nach Lisdorf verkauft, 1905 von Dalstein & Haerpfer vergrößert, 1943 nach Piesbach verkauft; nicht erhalten |
| 1845             | Pommern (Mosel)                     | St. Stephan                                     |      | II/P    | 18       | 1875 und 1898 umdisponiert, 1979 durch Klais restauriert |
| 1844–1846        | Hennweiler                          | Ev. Kirche                                      |      | I/P     | 15       | Zwei Verträge mit Johann Michael Stumm II. von 1790 und 1792 kamen wohl nicht zur Ausführung, stattdessen wurde eine bestehende Orgel um ein zweites Manual erweitert; 1969 Erweiterungsumbau durch Oberlinger auf II/P/22 mit eigenwillig gestaltetem Unterwerk in der neuen Brüstung über der Altarkanzel; kein Pfeifenmaterial vor 1846 |
| 1846             | Bad Schwalbach                      | Lutherkirche                                    |      | I/P     | 12       | Ursprünglich für Pleisberg gebaut, 1992 restauriert und überführt |
| 1847             | Ulmet                               | Protest. Kirche                                 |      | I/P     | 14       | das gleiche Gehäuse wie Altenkirchen (1844, 1954 ersetzt); weitgehend erhalten |

### Fünfte Generation
Vertreter waren die Brüder:
- Friedrich Carl Stumm (* 6. Dezember 1819; † 26. November 1891 in Sulzbach), Sohn von Franz Heinrich
- Georg Karl Ernst Stumm (* 31. Mai 1824 in Sulzbach; † 8. Juli 1869 in Kirn), Sohn von Franz Heinrich

#### Stilistik
Die Klangfarben der fünften Generation sind allgemein grundtöniger gehalten. Die Konkurrenz wird stärker und die Orgeln sind meist nur noch einmanualig konzipiert. In diese Zeit fällt auch die Abkehr von den herkömmlichen Stumm-Prospekten hin zur Gestaltung im Stil des Historismus. Die Gehäuse sind im Stil der Zeit meist neuromanisch oder neugotisch.

#### Werkliste
| Jahr      | Ort                        | Gebäude               | Bild | Ma- nu- ale | Reg. | Bemerkungen |
| --------- | -------------------------- | --------------------- | ---- | ----------- | ---- | --- |
| 1851      | Hambuch                    | St. Johannes          |      | II/P        | 22   | Weitgehend erhalten |
| 1852      | Bubach                     | Ev. Kirche            |      | I/P         | 10   | Seitenspielig, klassizistisch-neoromanischer Prospekt mit drei Rundbögen ohne Schnitzwerk; 1904 durch Gustav Stumm ein Register getauscht, was 1970 bei Restaurierung durch Oberlinger wieder rückgängig gemacht wurde                 |
| 1852      | Schmidthachenbach          | Ev. Kirche            |      | I/P         | 13   | Op. 2; 1979 Restaurierung durch G. Cartellieri; weitgehend erhalten |
| 1853      | Beulich                    | St. Laurentius        |      | II/P        | 19   | 2 Zungenstimmen sind verloren gegangen; 1997 Restaurierung durch Förster & Nicolaus |
| 1856/1857 | Abtweiler                  | Ev. Kirche            |      | I/P         | 11   | Pfeifen und Windlade fast vollständig erhalten. 1970 eingreifender Umbau durch Gebr. Oberlinger, für 2026 Instandsetzung mit Orgelwerkstatt Rainer Müller geplant.                                                                     |
| 1857      | Ludweiler                  | Hugenottenkirche      |      | I/P         | 9    | Prospekt mit drei Rundbögen ohne Schnitzwerk; 1957 eingreifender Umbau durch Oberlinger; 1998 Restaurierung durch Rainer Müller; heute II/P/22                                                                                         |
| 1861      | Stipshausen                | Ev. Kirche            |      | I/P         | 10   | 1955 auf Westempore umgesetzt und Prospekt ersetzt; 1986 neuer Prospekt mit mittlerem Rundturm, der von zwei Harfenfeldern flankiert wird, keine Kopie des Originals; Pfeifenwerk zum großen Teil erhalten                             |
| 1863      | Grumbach (Landkreis Kusel) | Ev. Kirche            |      | I/P         | 10   | 1917 Abgabe der hochwertigen Prospektpfeifen zu Kriegszwecken; ansonsten vollständig erhalten; 1993–1996 Restaurierung durch Rainer Müller                                                                                             |
| 1865      | Glan-Münchweiler           | Protest. Kirche       |      | I/P         | 11   | 1967 von Oberlinger umgebaut; zum großen Teil erhalten |
| 1866      | Oberheimbach               | St. Margarita         |      | II/P        | 16   | Prospekt mit Spitzbogenfeldern; op. 36 |
| 1869      | Bickenbach (Hunsrück)      | St. Stephan           |      | II/P        | 16   | 1983 Restaurierung durch Vleugels |
| 1870      | Herschberg                 | Protest. Kirche       |      | I/P         | 12   | Letzte Stumm-Orgel mit Schleifladen, das ebenfalls 1870 nach Niederbexbach gelieferte Werke hat bereits Kegelladen; fast vollständig erhalten.                                                                                         |
| 1871      | Konken                     | Prot. Kirche          |      | I/P         | 13   | 2010 Restaurierung durch Förster & Nicolaus |
| 1872      | Remagen                    | Ev. Kirche            |      | I/P         | 12   | seit 1905 in Bad Breisig, Christuskirche; möglicherweise in diesem Zug neue, neogotische Front |
| 1873      | Oberhausen an der Nahe     | Protest. Kirche       |      | I/P         | 10   | weitgehend erhalten. |
| 1876      | Feilbingert                | St. Michael           |      | I/P         | 10   | 1990 Neubau durch Gerhard Kuhn (II/P/16); von Stumm Gehäuse und 8 Register erhalten. |
| 1877      | Luxemburg (Stadt)          | Dreifaltigkeitskirche |      | II/P        | 18   | Später Umdisponierungen; 1998/99 Restaurierung auf alten Zustand durch Oberlinger (aktuell II/P/22) |
| 1877      | Thalfang                   | Ev. Kirche            |      | I/P         | 11   | Kegellade, Freipfeifenprospekt; op. 60; 1977 Restaurierung durch Gustav Cartellieri |
| 1881      | Sankt Julian               | Ev. Kirche            |      | II/P        | 14   | Weitgehend erhalten |
| 1882      | Miesau                     | Ev. Kirche            |      | I/P         | 13   | 1951 eingreifender Umbau durch Oberlinger; 2007/08 Restaurierung durch Richard Franz, angelehnt an die ursprüngliche Konzeption; Hälfte der Register erhalten, zwei weitere Stumm-Register aus der Nordpfalz aufgekauft und integriert |

### Sechste Generation in Sulzbach
Die sechste Generation ist von den Umbrüchen der Zeit geprägt. Stilistische Akzente konnten nicht mehr gesetzt werden. Ab etwa 1870 werden Kegelladen gebaut. 1896 wurde die Firma in Sulzbach geschlossen.
Vertreter sind die Brüder:
- Friedrich Stumm (1846–1921), Sohn von Friedrich Carl (II.)
- Karl (II.) Stumm (1847–1926), Sohn von Friedrich Carl (II.)

#### Werkliste
| Jahr      | Ort              | Gebäude                           | Bild | Manuale | Register | Bemerkungen |
| --------- | ---------------- | --------------------------------- | ---- | ------- | -------- | --- |
| 1886      | Niederlinxweiler | Ev. Kirche                        |      |         |          | Friedrich und Karl Stumm |
| 1887      | Reichenbach      | Protest. Kirche                   |      | I/P     | 9        | 1960 von Oberlinger umgebaut; zum großen Teil erhalten                                                                                       |
| 1888      | Veldenz          | Ev. Kirche                        |      | II/P    | 14       | Kegellade, freistehender Spieltisch |
| 1890      | Mülheim (Mosel)  | Evangelische Kirche               |      | I/P     | 9        | Kegellade, Prospekt mit neoromanischen Rundbögen                                                                                             |
| 1891      | Niedermoschel    | Protest. Kirche                   |      | I/P     | 10       | weitgehend erhalten |
| 1891–1892 | Ober Kostenz     | Ev. Kirche                        |      | I/P     | 11       | Kegellade |
| 1895      | Mörschied        | Ev. Kirche                        |      | I/P     | 7        | 1988 Restaurierung durch Förster & Nicolaus                                                                                                  |
| 1895      | Hackenheim       | ev. Kirche (ehem. Simultankirche) |      | II/P    | 13       | Mechanische Kegelladen, Restaurierung 2020 durch Klais                                                                                       |
| 1895      | Norheim          | Kreuzerhöhung                     |      | I/P     | 14       | Mechanische Kegelladen, in den 1960ern klanglicher Umbau durch Gebr. Oberlinger                                                              |
| 1896      | Niederhosenbach  | Ev. Kirche                        |      | I/P     | 7        | Letztes Werk von Stumm; mechanische Schleiflade; 1993/94 Restaurierung durch Schuke, Potsdam auf ursprünglichen Zustand inklusive Balganlage |

### Sechste Generation in Kirn
Georg Karl Ernst (fünfte Generation) hatte zwei Söhne, die sich in Emmerich niederließen, da die Firma von den Söhnen Friedrich Carls (II.) übernommen wurde. Nach dem frühen Tod von Julius verlegte Gustav seine Werkstatt nach Kirn. Hier wurden vor allem Orgeln mit mechanischer und vereinzelt auch pneumatischer Traktur gebaut. Mit dem Tod von Gustav im Jahr 1906 wurde diese Firma geschlossen. Teile der Werkstatt wurden von der benachbarten Orgelbauerfamilie Gebrüder Oberlinger in Windesheim den Erben abgekauft. Die Firma Oberlinger setzt die Tradition der Hunsrücker Orgelbauer fort. Von den Orgeln dieser Stumm-Generation sind noch etwa 20 Werke erhalten.
Vertreter:
- Gustav Stumm (1855–1906)[138], Sohn von Georg Karl Ernst
- Julius Stumm (1858–1885), Sohn von Georg Karl Ernst

#### Werkliste
| Jahr | Ort                   | Gebäude             | Bild | Manuale | Register | Bemerkungen |
| ---- | --------------------- | ------------------- | ---- | ------- | -------- | --- |
| 1886 | Sargenroth            | Nunkirche           |      | II/P    | 12       | Prospekt mit drei Rundbogenfeldern, Kegellade, freistehender Spieltisch |
| 1892 | Köllerbach            | Martinskirche       |      | II/P    | 8        | 1980 durch einen Neubau der Firma Mayer im alten Gehäuse ersetzt. |
| 1893 | Rhaunen               | St. Martin          |      | II/P    | 13       | Kegellade, mech. Traktur |
| 1893 | Niederbrombach        | Evangelische Kirche |      | I/P     | 10       | 1966 durch Orgel von W. Bosch ersetzt |
| 1895 | Mörschied             | Ev. Kirche          |      | I/P     | 8        | Kegellade, mech. Traktur; 1950er Jahre Umdisponierung durch Oberlinger; 1988/2005 Restaurierung durch Förster & Nicolaus |
| 1898 | Burbach (Saarbrücken) | Matthäuskirche      |      | II/P    | 20       | Vermutlich im Zweiten Weltkrieg mit der Kirche zerstört, nicht erhalten. |
| 1906 | Traisen (Nahe)        | Ev. Kirche          |      | I/P     | 6        | Für 1958 Mark; 1976 durch Oberlinger ersetzt, Gehäuse erhalten |
| 1907 | Konz-Karthaus         | Evangelische Kirche |      | ?       | ?        | Von den Kosten von 4068 Mark wurden 1000 Mark bei Lieferung und der Rest des Kaufpreises bis 1908 aus Zuschüssen des Consistoriums und des Kollektenfonds bezahlt. Die abgängige Orgel wurde 1966 im Rahmen der Kirchenrenovierung entfernt. |